# A Mãe (2023)
The Mother (bra/prt: A Mãe) é um filme norte-americano de ação e suspense de 2023, dirigido por Niki Caro e escrito por Misha Green, Andrea Berloff e Peter Craig. É estrelado por Jennifer Lopez, Joseph Fiennes, Lucy Paez, Omari Hardwick, Paul Raci e Gael García Bernal. A trama gira em torno de uma ex-agente do Exército dos Estados Unidos (Lopez) que faz parceria com um agente do FBI para resgatar sua filha adolescente após ela ser sequestrada por criminosos. O filme foi lançado em 12 de maio de 2023 pela Netflix, obtendo críticas mistas.

## Elenco
- Jennifer Lopez como The Mother / A Mãe
- Lucy Paez como Zoe
- Omari Hardwick como William Cruise
- Joseph Fiennes como Adrian Lovell
- Gael García Bernal como Hector Álvarez
- Paul Raci como Jons
- Jesse Garcia como Tarantula
- Yvonne Senat Jones como Sonya
- Edie Falco como Eleanor Williams (Agente especial)

## Produção
Em fevereiro de 2021, foi anunciado que Jennifer Lopez havia se juntado ao elenco do filme, com direção de Niki Caro, e com roteiro de Misha Green e Andrea Berloff, tendo a distribuição da Netflix definida.
Em setembro de 2021, foi anunciado que Joseph Fiennes, Omari Hardwick, Gael García Bernal, Paul Raci e Lucy Paez haviam se juntado ao elenco do filme. Em outubro de 2021, Jesse Garcia e Yvonne Senat Jones também foram escaladas para o elenco.
As gravações começaram em Vancouver em 4 de outubro de 2021. Em 11 de janeiro de 2022, as filmagens foram suspensas devido ao surto da variante da COVID.
Em março de 2022, as filmagens aconteceram na ilha espanhola de Grã Canária, usando o centro histórico de Las Palmas de Gran Canaria como cidade em Cuba. O Gabinete Literario, localizado lá, foi utilizado como cassino. O sul da ilha também foi escolhido para filmar uma festa em uma vila.

## Lançamento
The Mother foi lançado pela Netflix em 12 de maio de 2023. De acordo com o Samba TV, o filme foi assistido por 2,8 milhões de lares nos Estados Unidos no fim de semana de estreia. Pelos dados do Samba, o filme foi superestimado em 33% entre as famílias negras e 25% entre as famílias hispânicas.

## Recepção

### Resposta da crítica
O site agregador de críticas Rotten Tomatoes relata que 43% das 114 avaliações dos críticos foram positivas, com uma classificação média de 5,1/10. O consenso dos críticos diz: "The Mother é uma oportunidade bem-vinda de ver Jennifer Lopez no modo herói de ação — embora o filme frustrantemente se contente em se limitar em clichês de gênero." No Metacritic, que usa uma média ponderada, o filme tem um pontuação de 45 em 100, com base em 26 críticos, indicando "críticas mistas ou médias". O The Guardian avaliou o filme com 1 de 5 estrelas, chamando-o de "mais um suspense abjetamente estereotipado e inerte da Netflix".

### Resposta do público
Nas listas de filmes mais assistidos da Netflix, o filme alcançou o primeiro lugar e acabou se tornando o título mais assistido do ano na plataforma e um dos 10 mais assistidos de todos os tempos.